# Юрий Оганесян
Юрий Цолакович Оганесян (на руски: Юрий Цолакович Оганесян) е руско-арменски ядрен физик, който е смятан за водещ изследовател в света по свръхтежки химични елементи.

## Биография
Роден е в Ростов на Дон, Съветски съюз на 14 април 1933 г. Родителите му са от арменски произход. Оганесян прекарва детството си в Ереван, столицата на тогавашна Арменска съветска социалистическа република, където семейството му се премества през 1939 г. Баща му Цолак, инженер по топлинна енергия, е поканен да работи в завода за синтетичен каучук в Ереван. Когато избухват бойните действия на Източния фронт, семейството му решава да не се връща в Ростов, който е окупиран от нацистите. Юри посещава и завършва училище в Ереван.
Оганесян се жени за Ирина Левоновна (1932 – 2010).

## Кариера
Оганесян се премества в Русия, където през 1956 г. завършва Московския институт по инженерна физика. През 70-те години Оганесян изобретява метода на „студеното синтезиране“, техника за получаване на транс-актинидни елементи (свръхтежки елементи). Той има голям принос в откритията на 106 – 113 елементи на Периодичната система. От средата на 1970-те до средата на 1990-те години в партньорство с JINR, ръководено от Оганесян, и Центъра за изследвания на тежките йони в GSI Helmholtz в Германия, откриват шест химични елемента (107 – 112). С техниката „горещ синтез“ той открива останалите свръхтежки елементи (113 – 118).

## Признания
Американската химичка Шери Йенело го нарича „дядо на свръхтежките елементи". Оганесян е автор на три открития, монография, 11 изобретения и повече от 300 научни труда. Международният съюз за чиста и приложна химия обявява през ноември 2016 г., че 118-ия елемент от Периодичната система ще бъде наречен Оганесон, в чест на неговия откривател – Оганесян.